# Телепнев, Владимир Владимирович
Владимир Владимирович Телепнев (1872—1943) — российский полковник, герой Первой мировой войны.

## Биография
Родился 5 февраля (по другим данным — 28 февраля) 1872 года в селе Березово, происходил из дворян Рязанской губернии. Начальное образование получил в Ярославской военной школе. В военную службу был зачислен 24 августа 1890 года в 34-й пехотный Севский полк рядовым на правах вольноопределяющегося и принят в Чугуевское пехотное юнкерское училище, из которого выпущен 4 августа 1892 года по 2-му разряду подпрапорщиком в 115-й пехотный Вяземский полк. С 21 января 1895 года служил в 116-й пехотном Малоярославскомполку, а с 5 августа того же года находился в 114-й пехотном Новоторжском полку, где 9 августа был произведён в подпоручики. Далее Телепнев последовательно получил чины поручика (15 августа 1900 года, старшинство в чине установлено с 9 августа 1899 года) и штабс-капитана (20 сентября 1904 года, старшинство с 9 августа 1903 года).
После начала Первой русской революции Телепнев был командирован из Митавы, где располагалось полковое управление в имение Лубб Эззерн, где была расквартирована 16-я рота Новоторжского полка, которую он возглавил. Оказывал содействие местным властям в наведении порядка. С 16 мая 1910 года командовал 13-й ротой полка и 22 июня 1911 года был произведён в капитаны (со старшинством с 9 августа 1907 года).
После начала Первой мировой войны совершил поход в Восточную Пруссию. Отличился в бою у деревни Ворупенен и 10 ноября 1914 года был награждён орденом Св. Георгия 4-й степени:
За то, что 6-го августа 1914 года при наступлении на Гумбинен, насмотря на сильный шрапнельный, пулемётный и ружейный огонь, лично ведя роту, во главе её бросился в штыки, выбил противника из сильно укреплённой деревни, все выходы в которую были забаррикадированы.
С ноября 1914 года временно возглавлял 2-й батальон Новоторжского полка, а с января 1915 года командовал 1-м батальоном полка. В начале 1915 года вместе со всем XX армейским корпусом попал в окружение, но с 1-й бригадой 29-й пехотной дивизии сумел прорваться через фронт. С марта руководил 3-м батальоном Новоторжского полка. В августе того же года был прикомандирован к генерал-лейтенанту Н. А. Бржозовскому и занимался переформированием дружин Орловского ополчения в 443-й пехотный Соснинский полк; по сформировании полка возглавил его 1-й батальон; окончательный перевод в Соснинский полк был официально оформлен приказом 29 июля 1916 года.
С декабря 1916 года Соснинский полк находился в составе 111-й пехотной дивизии и воевал на Румынском фронте. В феврале 1917 года назначен помощником командира полка и 16 апреля был произведён в полковники (со старшинством от 6 декабря 1916 года). В мае того же года получил во временное командование 444-й пехотный Дмитровский полк. 24 августа полк, находившийся в резерве, отказался выходить на передовые позиции. На следующий день в полк для наведения порядка приехали комиссар Временного правительства Ф. Ф. Линде и начальник 111-й пехотной дивизии генерал-майор К. Г. Гиршфельд — они были убиты восставшими солдатами. П. Н. Краснов вспоминал, что «вместе с Гиршфельдом были убиты командир полка и ещё один офицер». Однако в действительности Телепнев убит не был, В. В. Бондаренко предполагает, что он был в этой стычке ранен. Формально в должности полкового командира Телепнев был утверждён 10 октября, но уже 19 октября был зачислен в резерв чинов при штабе Московского военного округа (обычно в резерв чинов при окружных штабах зачислялись офицеры, находящиеся на лечении после ранения).
После Октябрьской революции и начала Гражданской войны примкнул к Белому движению. Находился в Вооружённых силах Юга России и Русской армии в Крыму. Был эвакуирован из Севастополя 16 ноября 1920 года в Константинополь на пароходе «Инкерман».
В эмиграции находился в Болгарии. В старости жил в Русском инвалидном доме при Храме-памятнике в Шипке. Умер от миокардита 25 июня 1943 года. Похоронен на местном кладбище.
В. В. Телепнев был женат, у них было четверо детей, все они остались в Советской России.

## Награды
Среди прочих наград Телепнев имел ордена:
- Орден Святого Станислава 3-й степени (8 сентября 1906 года)
- Орден Святого Георгия 4-й степени (10 ноября 1914 года)
- Орден Святого Владимира 4-й степени с мечами и бантом (1 июля 1915 года)[9]
- Орден Святого Станислава 2-й степени с мечами (23 июля 1916 года)
- Орден Святой Анны 2-й степени с мечами (1 января 1917 года)